# روس بورتر
روس بورتر (بالإنجليزية: Ross Porter)‏ هو معلق رياضي أمريكي، ولد في 29 نوفمبر 1938.